# لاس بيدروساس
بلدية لاس بيدروساس (بالإسبانية: Las Pedrosas) هي بلدية تقع في مقاطعة سرقسطة التابعة لمنطقة أراغون شمال شرق إسبانيا.

## الديموغرافيا
بلغ عدد سكان بلدية لاس بيدروساس 117 نسمة عام 2011 (وفقاً للمعهد الوطني الإسباني للإحصاء).
| 109 | 101 | 107 | 94 | 106 | 120 | 117 |